# 加姆林
在托爾金傳說故事集的中土大陸裡，加姆林（Gamling）是洛汗國的人類，為西谷領主鄂肯布蘭德手下的部將，負責防守聖盔谷前的聖盔渠。他在《魔戒》第二部《雙城奇謀》中登場。
「Gamling 」在古英语中的意思是「老人」。因此「Gamling」並不是人物的真實名字。不過，這是一個反映人物年齡的雙關語。這個詞及其意義仍然存在於現代斯堪的納維亞語言，如：丹麥、挪威、瑞典和冰島。

## 生平
據小說描述，加姆林能夠理解登蘭德人的语言，並且熟悉他們對洛汗人的仇恨。
第三紀元3019年，薩魯曼開始派出大軍入侵洛汗，在第二場艾辛河渡口之役後鄂肯布蘭德的部隊被擊敗。這時總共有大約1000多名人類留下来保衛聖盔谷，其中就包括了加姆林與他的孙子；加姆林指出，大多数守軍不是年紀太大（像他自己）就是太年轻（像是他的孙子）。
3月3日，希優頓王帶領的增援部隊自伊多拉斯出發，終於抵達聖盔谷，這時艾辛格的大軍也即將攻到。加姆林和他的手下自聖盔渠返回聖盔谷守衛。在接下來的戰鬥中，加姆林聽見了矮人金靂的警告：強獸人已经從深溪牆底下的洞进入了聖盔谷，於是他便領導西谷的士兵反擊，將強獸人趕出去。
隨後，加姆林向金雳請教如何用碎石堵住洞口：「我们必须堵住这個老鼠洞。聽說矮人十分善於雕鑿岩石，請協助我們！」 。然而，薩魯曼的部队随之用炸藥炸毀了深溪牆，加姆林與金雳、伊歐墨率領一批人撤退至聖盔谷深處的閃耀洞穴內。直至黎明，鄂肯布蘭德和巫師甘道夫帶領援軍抵達，贏得了聖盔谷之戰。
在此之後，加姆林就沒被提及過，但他大概是與洛汗軍隊一起前往米那斯提力斯，參與了帕蘭諾平原戰役；抑或是與鄂肯布蘭德一起保衛伊多拉斯。

## 改編描述
在彼得·傑克森的《魔戒電影三部曲》中，由紐西蘭演員布魯斯·霍普金斯扮演加姆林，這也是他演藝生涯中的最知名角色之一。
《魔戒二部曲：雙城奇謀》裡，加姆林似乎是禁衛軍隊長哈瑪的副手，並在哈瑪死去接替他的大部分職責。在防衛聖盔谷期間，加姆林陪同希優頓王一同巡視防禦工事，以及在戰鬥前武裝每一個人；他還幫希優頓穿上盔甲。飾演希優頓的演員柏納·希爾在電影的DVD評論中解释：他不認為希優頓看起來很有權威性，他应该有一个部將將命令傳達給整個軍隊；因此加姆林的角色於電影裡被大大地擴展。
《魔戒三部曲：王者再臨》中，加姆林也隨洛汗軍隊參與了帕蘭諾平原戰役，但在此之後，他就沒再出現過。

## 外部連結
- 互联网电影数据库上加姆林的资料